# گرتا فرناندز
گرتا فرناندز بربل (به اسپانیائی: Greta Fernández Berbel) (زاده ۴ فوریه ۱۹۹۵) یک بازیگر اسپانیائی است که بیشتر برای بازی‌هایش در فیلم‌های الیسا و مارسلا و دختر دزد به شهرت دست یافت.    

## زندگینامه
فرناندز بربل در تاریخ ۴ فوریه ۱۹۹۵ در استان بارسلونا متولد شد.   گرتا فرناندز فرزند دختر ادوارد فرناندز هنرپیشه و نویسنده اسمرالدا بربل می باشد .  وقتی که او ده سال سن داشت در فیلم سسک گی فیچیو (همچنین با نقش آفرینی پدر گرتا فرناندز) بازی کرد. 
او پس از نقش آفرینی در فیلم‌هائی همانند پوست بعدی، عمار، بیماری یکشنبه با بازی در فیلم الیسا و مارسلا در سال ۲۰۱۹ به شهرت بین‌المللی دست یافت. این فیلم که بر روی نتفلیکس منتشر شده‌است داستان واقعی یک زوج همجنس‌گرا را روایت می‌کند که در سال ۱۹۰۱ موفق به ازدواج شدند.
از دیگر فیلم‌های او می توان به عشق ورزیدن اشاره کرد.